# St. Maria und Georg (Happurg)

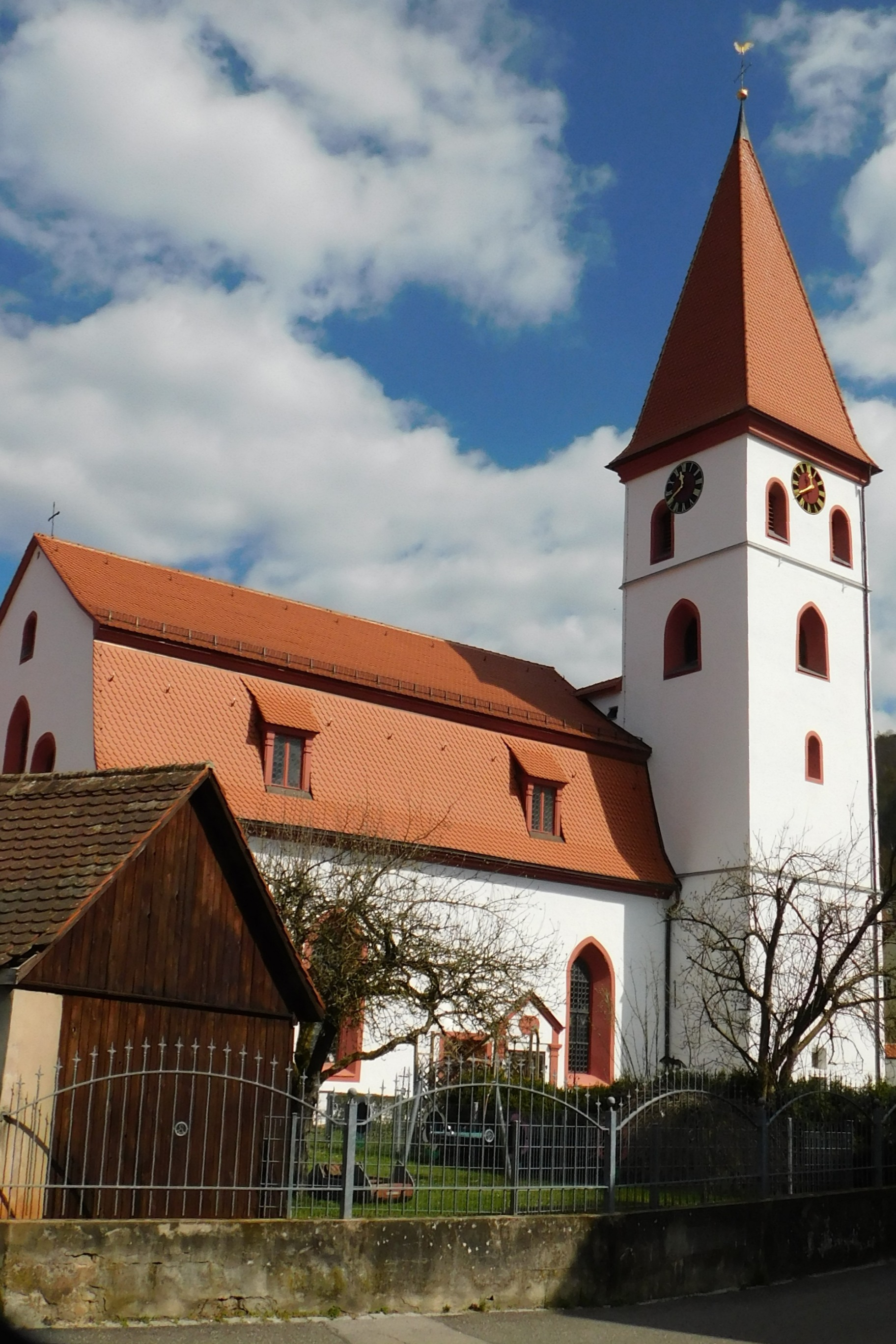
Die evangelische Pfarrkirche Kirche St. Maria und Georg

Die evangelische, denkmalgeschützte Pfarrkirche St. Maria und Georg steht in Happurg, einer Gemeinde im Landkreis Nürnberger Land (Mittelfranken, Bayern). Das Bauwerk ist unter der Denkmalnummer D-5-74-128-22 als Baudenkmal in der Bayerischen Denkmalliste eingetragen. Die Kirchengemeinde gehört zur Pfarrei Happurg des Dekanats Hersbruck im Kirchenkreis Nürnberg der  Evangelisch-Lutherischen Kirche in Bayern.

## Beschreibung

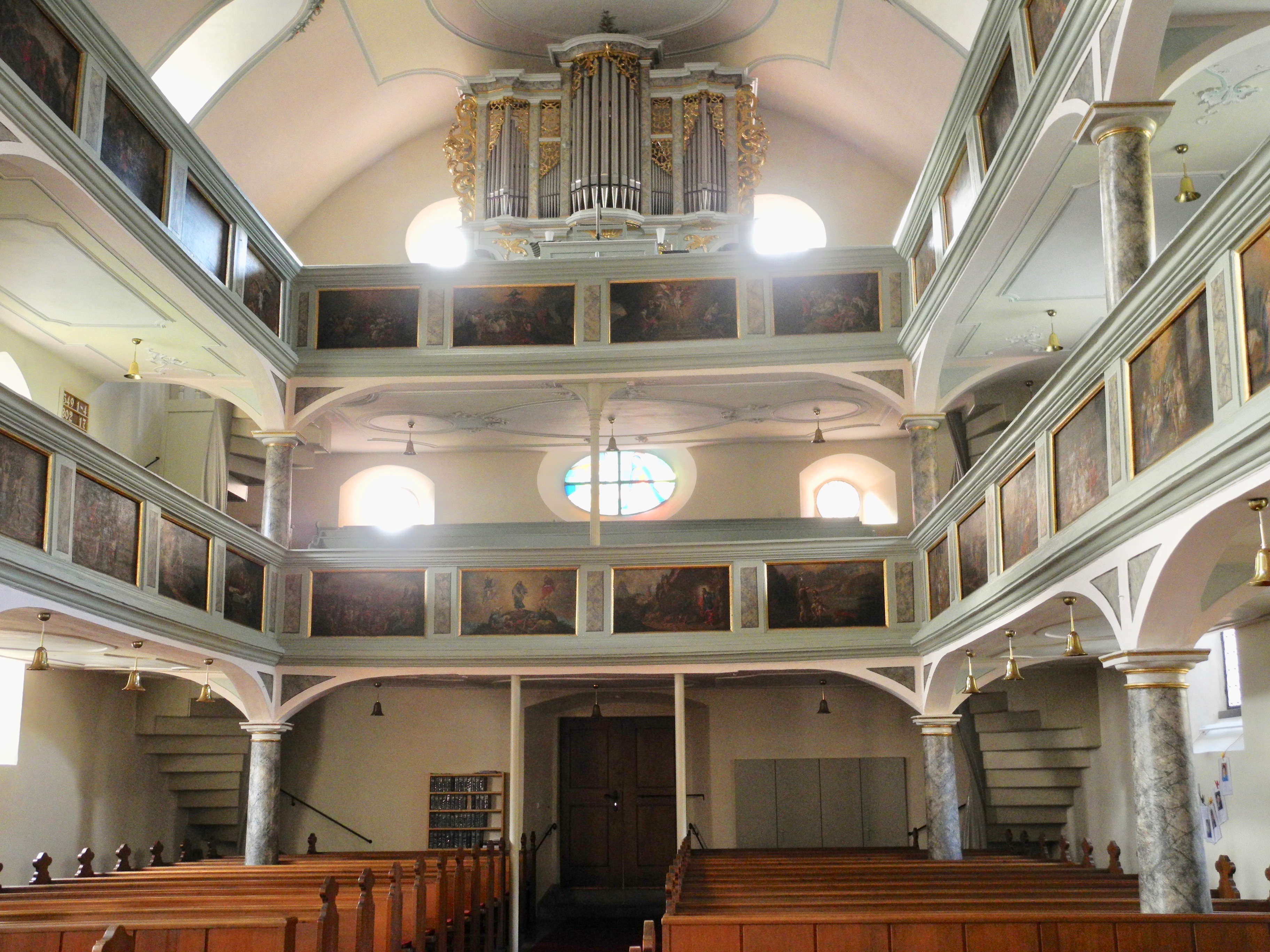
Blick auf die Orgel

Die Ursprünge der Saalkirche gehen auf die zweite Hälfte des 14. Jahrhunderts zurück. Sie wurde 1781/82 umgebaut. Dabei wurde das Langhaus erhöht und mit einem Mansarddach bedeckt. Der eingezogene, mit einem 5/8-Schluss versehene Chor steht im Osten. Der Chorflankenturm an der Südseite des Chors ist mit einem Pyramidendach bedeckt. Sein oberstes Geschoss beherbergt die Turmuhr und den Glockenstuhl. 
Der Innenraum des Chors ist mit einem Kreuzrippengewölbe überspannt, der des Langhauses mit einem Tonnengewölbe. Das Langhaus hat doppelgeschossige Emporen an drei Seiten, deren Brüstungen 1753 bemalt wurden. Zur Kirchenausstattung gehören ein Hochaltar von 1725 und eine Kanzel von 1782. Die erste Orgel mit 11 Registern, einem Manual und Pedal wurde 1726/27 von Elias Hößler gebaut. In ihrem Gehäuse wurde 1904 eine Orgel mit 14 Registern, zwei Manualen und Pedal von Johannes Strebel eingebaut.